# STAT-Proteine
STAT-Proteine (Abkürzung für Signal Transducers and Activators of Transcription) sind Transkriptionsfaktoren, die in allen Tieren vorkommen. Sie sind über den JAK-STAT-Signalweg am Immunsystem, am Zellwachstum und der Proliferation beteiligt. Beim Menschen sind sieben STAT-Proteine bekannt. Mutationen in STAT-Genen sind für mehrere Erbkrankheiten verantwortlich:
| Protein | Gen (HGNC) | UniProt | Länge (AA) | Prozess                                                                            | Pathologie                                                                  |
| ------- | ---------- | ------- | ---------- | ---------------------------------------------------------------------------------- | --------------------------------------------------------------------------- |
| STAT1   | STAT1      | P42224  | 750        | Antivirale Immunantwort; Typ-1-Interferon-Signal                                   | Anfälligkeit für Infektionen mit Viren und Mykobakterien                    |
| STAT2   | STAT2      | P52630  | 851        | Antivirale Immunantwort, Typ-1-Interferon-Signal                                   |                                                                             |
| STAT3   | STAT3      | P40763  | 760        | Interleukin-6-Signal; Expression der Akute-Phase-Proteine während der Immunantwort | Hyper-IgE-Syndrom (mit wiederkehrenden Staphylokokken-Infektionen)          |
| STAT4   | STAT4      | Q14765  | 748        | Interleukin-12-Signal                                                              | Anfälligkeit für systemischen Lupus erythematodes und Rheumatoide Arthritis |
| STAT5A  | STAT5A     | P42229  | 794        | Prolactin-Signal                                                                   |                                                                             |
| STAT5B  | STAT5B     | P51692  | 787        | Prolactin-Signal                                                                   | Laron-Syndrom Typ 2                                                         |
| STAT6   | STAT6      | P42226  | 847        | Interleukin-4-Signal                                                               |                                                                             |

## Funktion im JAK-STAT-Signalweg
Die Bindung extrazellulärer Cytokine aktiviert intrazelluläre Janus-Kinasen, die spezifische Tyrosinreste in den STAT-Proteinen phosphorylieren können. Die STAT-Monomere können daraufhin durch ihre SH2-Domäne dimerisieren. Das Dimer wird dann in den Zellkern transportiert, wo es spezifische Gentranskription initiieren kann.